# Sertularia fabricii
Sertularia fabricii är en nässeldjursart som beskrevs av Levinsen 1893. Sertularia fabricii ingår i släktet Sertularia och familjen Sertulariidae. Inga underarter finns listade i Catalogue of Life.